# Verwaltungsgebäude der Deutschen Arbeitsfront

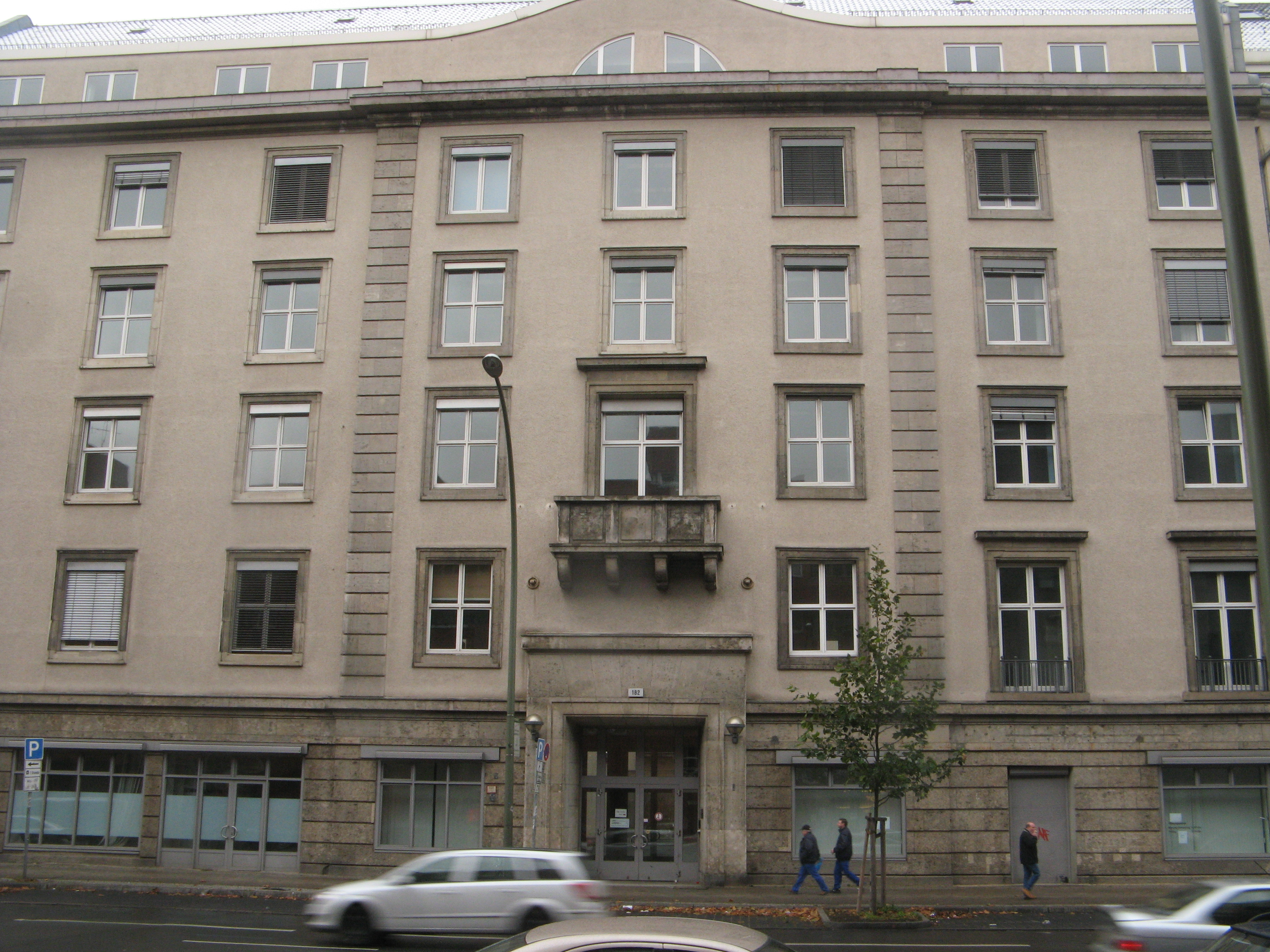
Fassade des Gebäudes

Das Verwaltungsgebäude der Deutschen Arbeitsfront in der Potsdamer Straße 182 in Berlin-Schöneberg wurde 1935–36 nach Plänen von Julius Schulte-Frohlinde für die Vermögensverwaltung der nationalsozialistischen Einheitsgewerkschaft Deutsche Arbeitsfront (DAF) errichtet. Nach Ende des Zweiten Weltkriegs nutzten die Berliner Verkehrsbetriebe (BVG) das Gebäude ebenso wie das Nachbargebäude Nr. 180, zu dem Durchbrüche hergestellt wurden. Das Gebäude steht unter Denkmalschutz.